# Lin Yixiong
Lin Yixiong (chinesisch 林义雄, * 1960) ist ein chinesischer Badmintonspieler.

## Karriere
Lin Yixiong wurde 1978 nationaler Titelträger im Herreneinzel. Mit dem Team von Fujian siegte er bei den Chinesischen Nationalspielen 1979. Im gleichen Jahr gewann er auch Bronze bei der Badminton-Weltmeisterschaft des kleineren Weltverbandes WBF.